# Tótfalusi Kis Miklós-díj

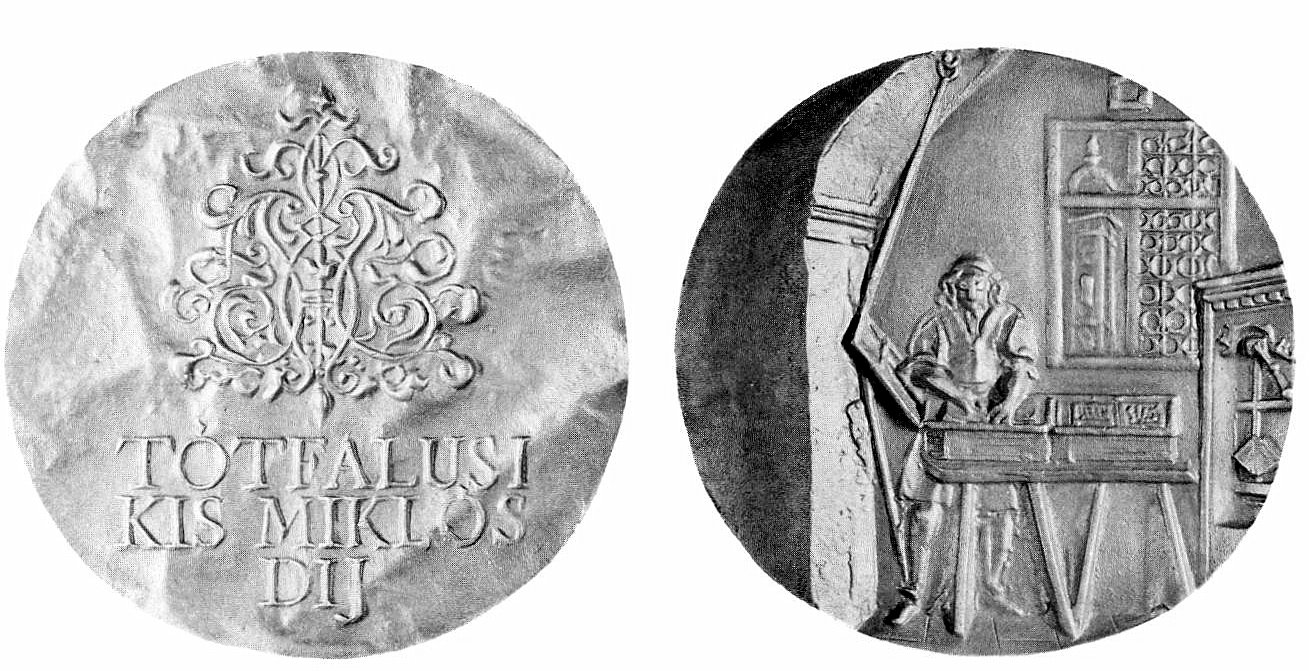

A Tótfalusi Kis Miklós-díjat Misztótfalusi Kis Miklós tiszteletére alapította az 1970-es évek elején a Papír- és Nyomdaipari Műszaki Egyesület a kiemelkedő teljesítményt nyújtó könyvművészek, tipográfusok, grafikusok számára.

## Díjazottak
- Haiman György (1974)
- Lengyel Lajos (1974)
- Soproni Béla (1974)
- Tuskó Lászlóné színmarató[1] (1974)
- Erdélyi János (1975)
- Murányi István (1975)
- Nagy Zoltán (1975)
- Horvai József (1976)
- Sebestyén Lajos (1976)
- Nagy Zoltán (1977)
- Molnár László (1977)
- Petőcz Károly (1977, 1980)
- Radics Vilmos (1978)
- Szántó Tibor (1978)
- Gara Miklós (1979)
- Zigány Edit (1979)
- Kemény Zoltán (1981)
- Vagyóczky Károly (1981)
- Cserepes Sándor (1982)
- Gonda Pál (1983)
- Löblin Judit (1983)
- Szondy Ernő (1983)
- Vida Győző (1983)
- Faragó István tervezőgrafikus, tipográfus (1984)
- Fodor Kornél üzemvezető[2](1984)
- Háromszéki Pál (1984)
- Bródy Lászlóné Maróti Dóra (1985)
- Schubert Péter (1985)
- Gécs Béla (1987)
- Kováts Imre (1987)
- Lengyel János (1987)
- Ginács László (1988)
- Lengyel Zoltán (1989)